# José Pinto Antunes
José Pinto Antunes (Lorena, 9 de março de 1906 — 13 de abril de 1975) foi um acadêmico e jurista brasileiro., formado em Direito na Faculdade de Direito da Universidade de São Paulo, tendo sido o melhor aluno de sua turma, recebendo o Prêmio Rodrigues Alves Na mesma faculdade tornou-se doutor, foi professor titular de Economia Política e diretor, entre 1969 e 1973.
Foi secretário-geral do Partido Democrático, um dos fundadores do Partido Constitucionalista, pelo qual foi deputado constituinte na Assembleia Legislativa de São Paulo em 1934 e livre docente pela Faculdade Nacional de Direito da Universidade do Brasil.